# Depside

L'acido giroforico, un depside

Un depside è un tipo di composto polifenolico costituito da due o più unità aromatiche monocicliche collegate da legami esterei. 
I depsidi sono più frequentemente rinvenuti nei licheni, ma sono stati isolati anche dalle piante vascolari più evolute, incluse le specie delle Ericaceae, delle Lamiaceae, delle Papaveraceae e delle Myrtaceae.
I depsidi possiedono proprietà antibiotica, anti-HIV, antiossidante e anti-proliferativa.
Come inibitori della sintesi delle prostaglandine e della biosintesi del leucotriene B4, i depsidi sono potenti farmaci antinfiammatori non steroidei.
Una depsidasi è un tipo di enzima, che taglia i legami depsidici. Uno di questi enzimi è la tannasi.
L'acido giroforico, che si trova nel lichene Cryptothecia rubrocincta, è un depside.

## Principali depsidi
- acido lecanorico - acido 4-(2,4-diidrossi-6-metilbenzoil)ossi-2-idrossi-6-metilbenzoico
- acido giroforico - acido 4-[4-(2,4-diidrossi-6-metilbenzoil)ossi-2-idrossi-6-metilbenzoil]ossi-2-idrossi-6-metilbenzoico
- acido salazinico - 1,3-diidro-1,4,10-triidrossi-5-(idrossimetil)-8-metil-3,7-dioxo-7H-isobenzofuro(4,5-b)(1,4)benzodioxepin-11-carbaldeide
- acido variolarico
- acido usnico
- acido diffrattaico
- atranorina
- guisinolo
- Vacciheina A